# レオポルト・アルテンブルク
レオポルト・アルテンブルク（ドイツ語: Leopold Altenburg、1971年 - ）は、オーストリアの俳優。
広義のハプスブルク＝ロートリンゲン一門。オーストリア皇帝フランツ・ヨーゼフ1世と皇后エリーザベトの玄孫。アルテンベルク家は、レオポルトの祖父クレメンス・サルヴァトール大公が1930年に貴賤結婚したのに伴って新家門を創設したことに始まる。

## 経歴
オーストリアのグラーツ近郊で育った。18歳の時、俳優になることを夢見てウィーン音楽院に進学した。